# Chengdu Sports Centre
Het Chengdu Sports Centre (Chinees: 成都市体育中心) is een multifunctioneel stadion in Chengdu, een stad in China. Het stadion wordt vooral gebruikt voor voetbalwedstrijden, de voetbalclub Chengdu Blades maakt gebruik van dit stadion. Ook vinden er concerten plaats. In het stadion is plaats voor 20.000 toeschouwers.

## Internationaal toernooi
In 2007 werd van dit stadion gebruik gemaakt voor het Wereldkampioenschap voetbal vrouwen 2007, dat van 10 tot en met 30 september in China werd gehouden. Er werden 6 groepswedstrijden gespeeld. 